# Perfect from Now On
| Recensione       | Giudizio |
| ---------------- | -------- |
| AllMusic         |          |
| Pitchfork        |          |
| Robert Christgau | B+       |
| Rolling Stone    |          |
| Sputnikmusic     |          |
| Tiny Mix Tapes   |          |
| Piero Scaruffi   | 8.5/10   |

Perfect from Now On è il terzo album studio dei Built to Spill, pubblicato il 28 gennaio 1997 dalla major Warner Bros. Records. 
Viene considerato dalla critica uno dei più grandi album degli anni '90, nonché uno dei migliori album indie rock di tutti i tempi.

## Il disco
È stato registrato e prodotto da Phil Ek negli studi Avast! Recording Company a Seattle (Washington). È stato invece mixato negli studi Stepping Stone Recording nella stessa città sempre da Phil Ek e da Doug Martsch assistiti da Chris Takino. Il mastering è stato effettuato da Howie Weinberg negli studi Masterdisk di New York.
L'album è stato eseguito traccia per traccia durante il tour antecedente l'uscita del settimo album There Is No Enemy (2009).

## Tracce
Testi e musiche di Doug Martsch.
1. Randy Described Eternity – 6:09
2. I Would Hurt a Fly – 6:15
3. Stop the Show – 6:26
4. Made-Up Dreams – 4:52
5. Velvet Waltz – 8:33
6. Out of Site – 5:33
7. Kicked It in the Sun – 7:32
8. Untrustable/Part 2 (About Someone Else) – 8:53

Durata totale: 54:13

## Formazione

### Gruppo
- Doug Martsch - voce, chitarra elettrica (1,2,3,5,6), basso elettrico (traccia 4)
- Brett Nelson - basso elettrico, chitarra elettrica (1,2,3,5,6), moog (traccia 8)
- Scott Plouf - batteria, percussioni, pianoforte (traccia 1), moog (traccia 3 e 7)

### Altri musicisti
- John McMahon - violoncello (tracce 2, 3, 5, 6, 8)
- Peter Lansdowne - batteria (traccia 4)
- Robert Roth  - mellotron (tracce 4, 5, 8)
- Karena Youtz - alcune parti vocali nelle tracce 5, 6, 7